# Плавни (Калининградская область)
Плавни (до 1938 — Плавишкен (нем. Plawischken), до 1946 — Плауэндорф (нем. Plauendorf)) — посёлок Озёрском городском округе Калининградской области России.

## Топоним
В 1938 году Плавишкен был переименован в Плауэндорф, в 1946 году — в Плавни.

## География
Находится в южной части полуэксклава, в зоне хвойно-широколиственных лесов, в пределах Виштынецкой возвышенности, при озере Плавни и автодороге 27К-054 (поселковый участок имеет название улица Лесная).

### Климат
Климат характеризуется как переходный от морского к умеренно континентальному. Среднегодовая температура воздуха — 7,7 °C. Средняя температура воздуха самого холодного месяца (января) — −2,9 °C (абсолютный минимум — −35 °C); самого тёплого месяца (июля) — 18,7 °C (абсолютный максимум — 36 °C). Годовое количество атмосферных осадков — 775 мм, из которых большая часть выпадает в тёплый период.

## История
Во время Первой мировой войны посёлок Плавишкен неоднократно оказывался в зоне боевых действий. В ходе Гумбиненского сражения 20 августа 1914 года 30-я пехотная дивизия под командованием генерал-лейтенанта Колянковского Эдуарда Аркадьевича, наступавшая в направлении Даркемена вступила в бой с 1-м резервным корпусом под командованием генерала пехоты О. фон Бюлова. К исходу дня перевес был на стороне немцев, потеснивших русские части. Однако на следующий день, 21 августа, командующий 8-й немецкой армии приказал отступить, и русские войска с боем продвинулись к Даркемену.
13 ноября 1914 года у Плавишкена произошло сражение между частями 20-го русского корпуса под командованием генерал-лейтенанта Булгакова Павла Ильича и частями 1-го немецкого корпуса поддерживаемыми 3-й померанской дивизией. После трёхдневных боёв, 15 ноября, русские части вынуждены были отступить.
21 января 1945 года Плауэндорф был занят войсками 3-го Белорусского фронта, в 1946 году был переименован в Плавни.
Школа в Плавнях просуществовала с 1948 по 1981 год, после чего была закрыта, а учащиеся переведены в Гавриловскую среднюю школу.
До 2014 года входил в состав Гавриловского сельского поселения.

## Население
| 1910 | 1933 | 1939 | 2002 | 2010 |
| ---- | ---- | ---- | ---- | ---- |
| 183  | ↘177 | ↘153 | ↘118 | ↘89  |

## Инфраструктура
Личное подсобное хозяйство с зоной сельскохозяйственного использования, индивидуальная застройка усадебного типа.

## Транспорт
Посёлок доступен автотранспортом.